# 9477 Kefennell
9477 Kefennell eller 1998 QK41 är en asteroid i huvudbältet som upptäcktes den 17 augusti 1998 av LINEAR i Socorro County, New Mexico. Den är uppkallad efter Katherine Elizabeth Fennell.
Asteroiden har en diameter på ungefär 2 kilometer.